# Juventus Italia Football Club 1913-1914
Questa pagina raccoglie i dati riguardanti la Juventus Italia Football Club nelle competizioni ufficiali della stagione 1913-1914.

## Rosa
| N. |                   | Ruolo | Calciatore         |
| -- | ----------------- | ----- | ------------------ |
|    | Italia (bandiera) | D     | Giuseppe Agostoni  |
|    | Italia (bandiera) | A     | Piero Agostoni     |
|    | Italia (bandiera) | C     | Carugati           |
|    | Italia (bandiera) | C     | Colombo            |
|    | Italia (bandiera) | A     | Roberto Cozzi      |
|    | Italia (bandiera) | A     | Emilio De Martino  |
|    | Italia (bandiera) | C     | Coriolano Del Cero |
|    | Italia (bandiera) | C     | Giuseppe Di Sessa  |
|    | Italia (bandiera) | P     | Egidio Fontana     |
|    | Italia (bandiera) | C     | Giuseppe Gattoni   |
|    | Italia (bandiera) | A     | Gianantonio Maggi  |

| N. |                        | Ruolo | Calciatore                  |
| -- | ---------------------- | ----- | --------------------------- |
|    | Italia (bandiera)      | C     | Umberto Milocco             |
|    | Inghilterra (bandiera) | A     | James Harris                |
|    | Italia (bandiera)      | D     | Vittorio Molinari           |
|    | Italia (bandiera)      | A     | Aldo Montanari              |
|    | Italia (bandiera)      | D     | Cesare Paltenghi            |
|    | Italia (bandiera)      | P     | Mario Rossetti              |
|    | Italia (bandiera)      | A     | Gaspare Sacchi (calciatore) |
|    | Italia (bandiera)      | D     | Giuseppe Sessa              |
|    | Italia (bandiera)      | A     | Tolomeo Tognasso            |
|    | Italia (bandiera)      | A     | Clemente Vitale             |